# Brian Holzinger
Brian Alan Holzinger, född 10 oktober 1972, är en amerikansk före detta professionell ishockeyforward som tillbringade tio säsonger i den nordamerikanska ishockeyligan National Hockey League (NHL), där han spelade för ishockeyorganisationerna Buffalo Sabres, Tampa Bay Lightning, Pittsburgh Penguins och Columbus Blue Jackets. Han producerade 238 poäng (93 mål och 145 assists) samt drog på sig 339 utvisningsminuter på 547 grundspelsmatcher. Holzinger spelade även på lägre nivåer för Rochester Americans och Springfield Falcons i American Hockey League (AHL), Bowling Green Falcons (Bowling Green State University) i National Collegiate Athletic Association (NCAA) och Compuware Ambassadors i North American Hockey League (NAHL).
Han draftades i sjätte rundan i 1991 års draft av Buffalo Sabres som 124:e spelare totalt.

## Statistik
| 1988–1989   | Padua Franciscan High School |             | 35  | 73 | 65  | 138 | —    | —  | —  | —  | —  | —  |
| 1989–1990   | Compuware Ambassadors        | NAHL        | 44  | 36 | 37  | 73  | —    | —  | —  | —  | —  | —  |
| 1990–1991   | Compuware Ambassadors        | NAHL        | 37  | 45 | 41  | 86  | 16   | —  | —  | —  | —  | —  |
| 1991–1992   | Bowling Green Falcons        | NCAA        | 30  | 14 | 8   | 22  | 36   | —  | —  | —  | —  | —  |
| 1992–1993   | Bowling Green Falcons        | NCAA        | 41  | 31 | 26  | 57  | 44   | —  | —  | —  | —  | —  |
| 1993–1994   | Bowling Green Falcons        | NCAA        | 38  | 22 | 15  | 37  | 24   | —  | —  | —  | —  | —  |
| 1994–1995   | Buffalo Sabres               | NHL         | 4   | 0  | 3   | 3   | 0    | 4  | 2  | 1  | 3  | 2  |
|             | Bowling Green Falcons        | NCAA        | 38  | 32 | 34  | 66  | 42   | —  | —  | —  | —  | —  |
| 1995–1996   | Buffalo Sabres               | NHL         | 58  | 10 | 10  | 20  | 37   | —  | —  | —  | —  | —  |
|             | Rochester Americans          | AHL         | 17  | 10 | 11  | 21  | 14   | 19 | 10 | 14 | 24 | 10 |
| 1996–1997   | Buffalo Sabres               | NHL         | 81  | 22 | 29  | 51  | 54   | 12 | 2  | 5  | 7  | 8  |
| 1997–1998   | Buffalo Sabres               | NHL         | 69  | 14 | 21  | 35  | 36   | 15 | 4  | 7  | 11 | 18 |
| 1998–1999   | Buffalo Sabres               | NHL         | 81  | 17 | 17  | 34  | 45   | 21 | 3  | 5  | 8  | 33 |
| 1999–2000   | Buffalo Sabres               | NHL         | 59  | 7  | 17  | 24  | 30   | —  | —  | —  | —  | —  |
|             | Tampa Bay Lightning          | NHL         | 14  | 3  | 3   | 6   | 21   | —  | —  | —  | —  | —  |
| 2000–2001   | Tampa Bay Lightning          | NHL         | 70  | 11 | 25  | 36  | 64   | —  | —  | —  | —  | —  |
| 2001–2002   | Tampa Bay Lightning          | NHL         | 23  | 1  | 2   | 3   | 4    | —  | —  | —  | —  | —  |
| 2002–2003   | Tampa Bay Lightning          | NHL         | 5   | 0  | 1   | 1   | 2    | —  | —  | —  | —  | —  |
|             | Springfield Falcons          | AHL         | 28  | 6  | 20  | 26  | 16   | —  | —  | —  | —  | —  |
|             | Pittsburgh Penguins          | NHL         | 9   | 1  | 2   | 3   | 6    | —  | —  | —  | —  | —  |
| 2003–2004   | Pittsburgh Penguins          | NHL         | 61  | 6  | 15  | 21  | 38   | —  | —  | —  | —  | —  |
|             | Columbus Blue Jackets        | NHL         | 13  | 1  | 0   | 1   | 2    | —  | —  | —  | —  | —  |
| NHL totalt  | NHL totalt                   | NHL totalt  | 547 | 93 | 145 | 238 | 339  | 52 | 11 | 18 | 29 | 61 |
| AHL totalt  | AHL totalt                   | AHL totalt  | 45  | 16 | 31  | 47  | 30   | 19 | 10 | 14 | 24 | 10 |
| NCAA totalt | NCAA totalt                  | NCAA totalt | 147 | 99 | 83  | 182 | 146  | —  | —  | —  | —  | —  |
| NAHL totalt | NAHL totalt                  | NAHL totalt | 81  | 81 | 78  | 159 | (16) | —  | —  | —  | —  | —  |

### Internationellt
| Källa:        | Källa:        | Källa:        |         | Utv = Utvisningsminuter | Utv = Utvisningsminuter | Utv = Utvisningsminuter | Utv = Utvisningsminuter | Utv = Utvisningsminuter |
| År            | Lag           | Mästerskap    | Matcher | Mål                     | Assists                 | Poäng                   | Utv                     |                         |
| ------------- | ------------- | ------------- | ------- | ----------------------- | ----------------------- | ----------------------- | ----------------------- | ----------------------- |
| 1992          | USA           | JVM           | 7       | 1                       | 1                       | 2                       | 2                       |                         |
| Junior totalt | Junior totalt | Junior totalt | 7       | 1                       | 1                       | 2                       | 2                       |                         |